# Poraniomorpha
Genre
Synonymes
- sous-genre Poraniomorpha (Culcitopsis) Verrill, 1914[1]
- genre Lasiaster Sladen, 1889[1]
- genre Rhegaster Sladen, 1883[1]
- genre Sphaeraster Dons, 1938[1]
- genre Sphaeriaster Dons, 1938[1]

Poraniomorpha est un genre d'étoiles de mer de la famille des Poraniidae.

## Liste des espèces

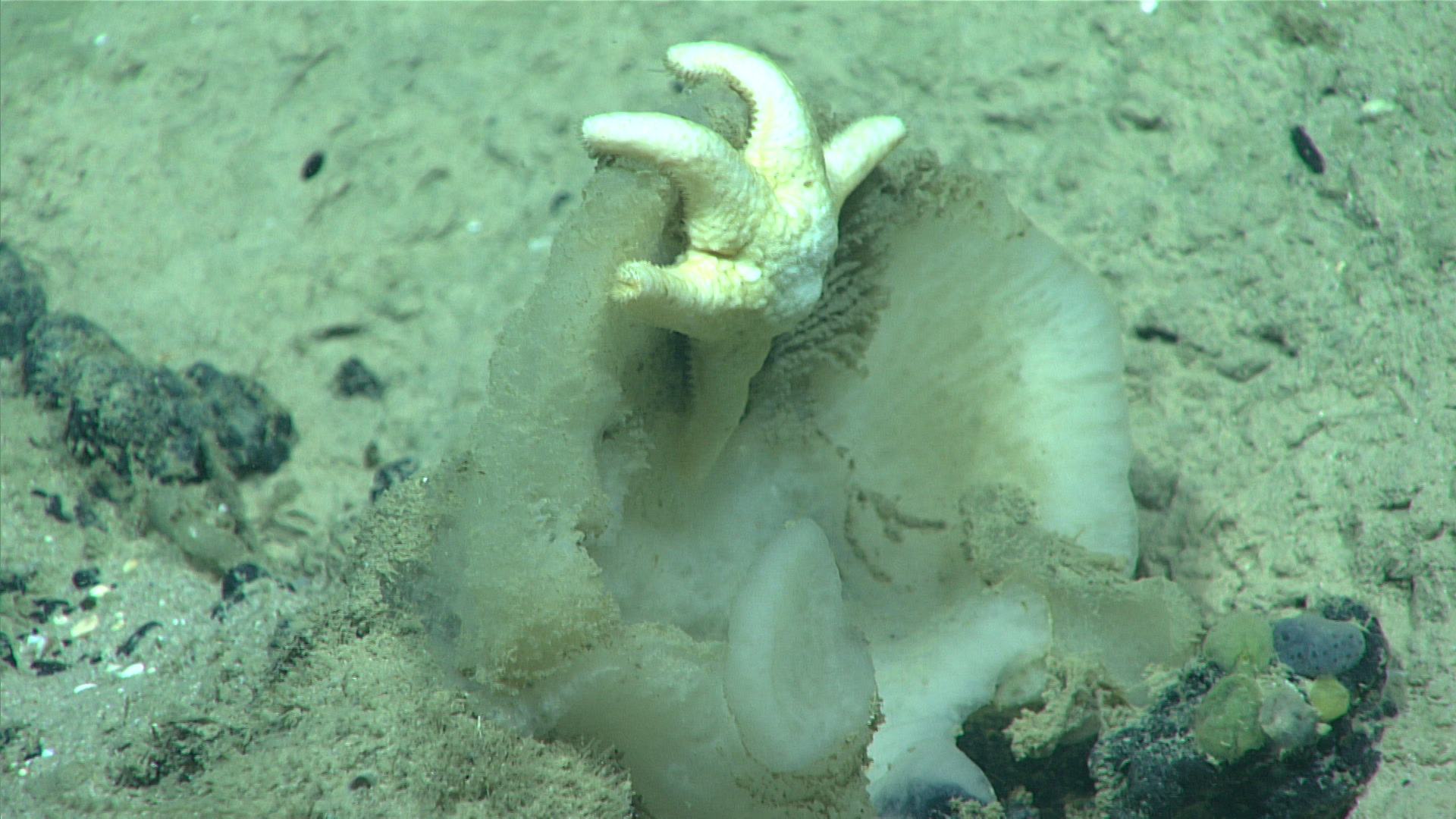
Poraniomorpha abyssicola dans son environnement.

Selon World Register of Marine Species (9 mars 2021) :
- Poraniomorpha abyssicola (Verrill, 1895) -- Atlantique nord abyssal
- Poraniomorpha bidens Mortensen, 1932 -- Océan arctique
- Poraniomorpha hispida (M. Sars, 1872) -- Atlantique nord
- Poraniomorpha tumida (Stuxberg, 1878) -- Atlantique nord
- Poraniomorpha tartarus Mah, 2023 -- Australie

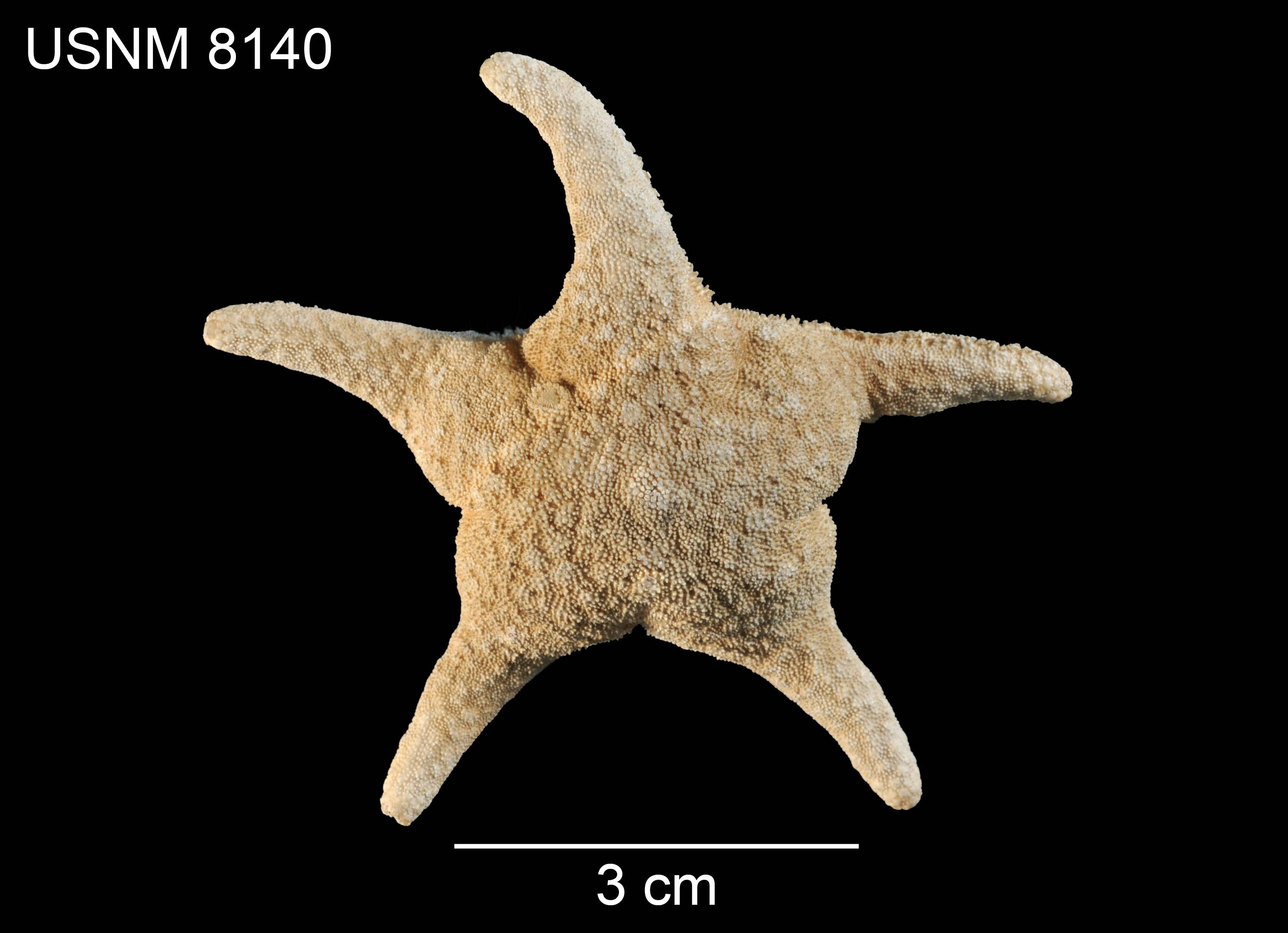
Poraniomorpha abyssicola.
Poraniomorpha bidens.
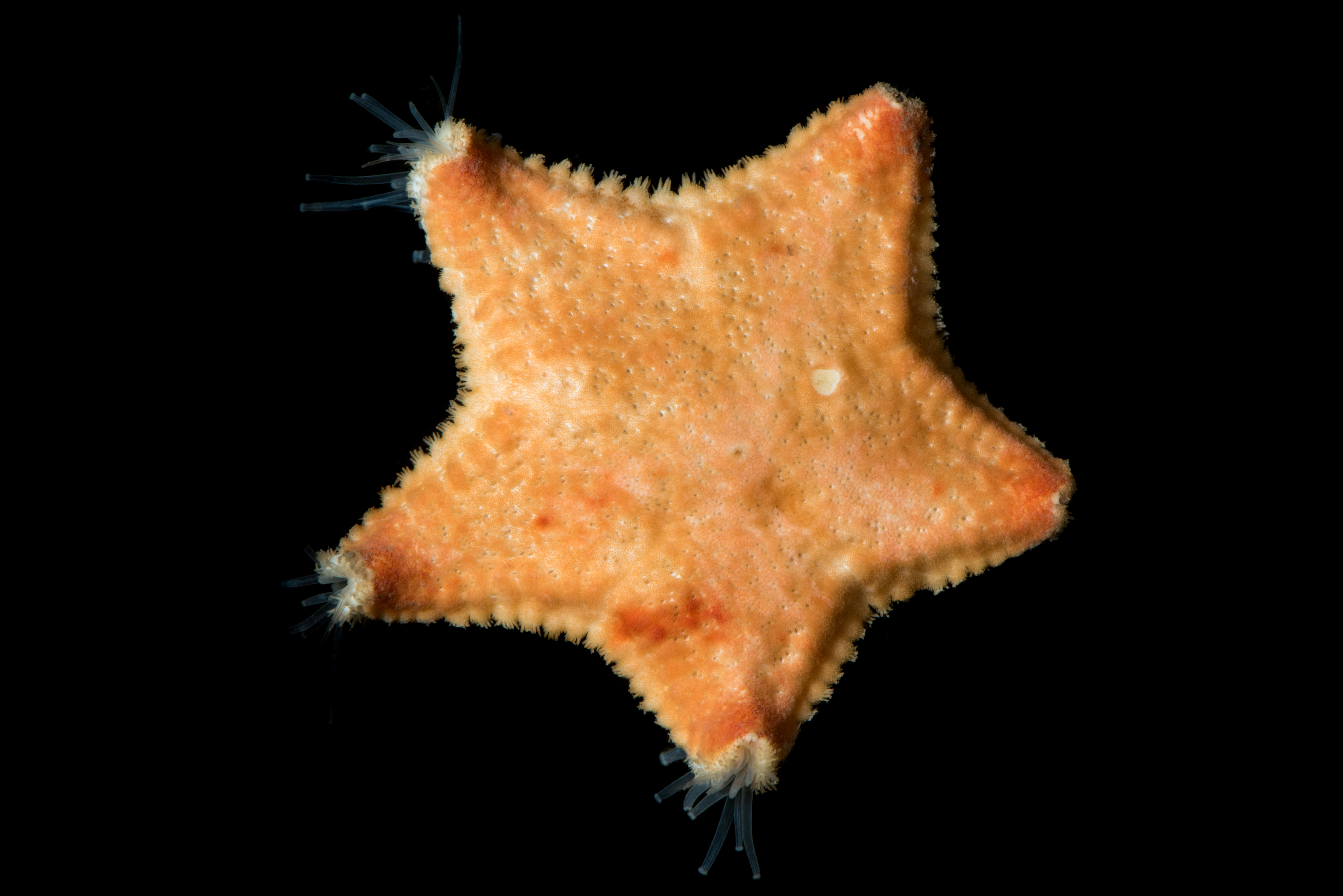
Poraniomorpha hispdia.
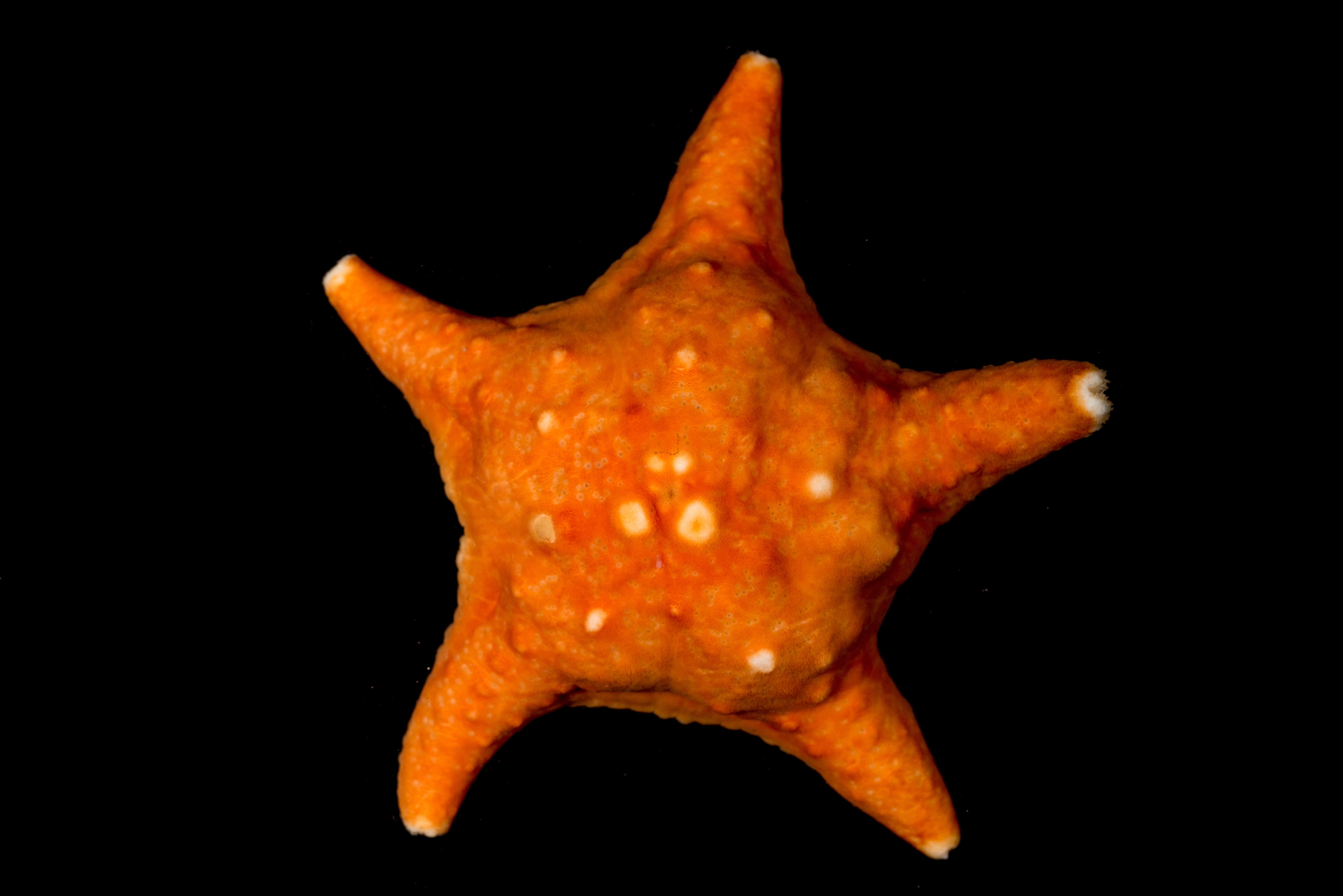
Poraniomorpha tumida.